# Tadeusz Bafia
Tadeusz Bafia (ur. 16 lub 18 września 1964 w Nowym Targu) – polski kombinator norweski i skoczek narciarski, reprezentant Polski, olimpijczyk z 1988 w kombinacji, trener kombinacji i skoków, w latach 2004–2010 opiekun męskiej, a następnie żeńskiej reprezentacji Kanady w skokach narciarskich.

## Kariera sportowa
Jest dwukrotnym mistrzem Polski w kombinacji norweskiej (1985 i 1987). Brał też udział w konkursie drużynowym skoków narciarskich na mistrzostwach świata 1987. W 1988 uczestniczył w zimowych igrzyskach olimpijskich w Calgary, gdzie w zawodach indywidualnych w kombinacji norweskiej zajął 18. miejsce.

## Kariera trenerska
Po igrzyskach olimpijskich w Calgary zdecydował się zakończyć karierę z powodów zdrowotnych (choroba płuc). W 1989 zdecydował się na wyjazd z Polski. Przez rok pracował na budowie, a następnie przez dziewięć lat w klubie Altius Nordic Ski Club był trenerem kombinacji norweskiej. Od 1999 pracował w klubie jako trener skoków narciarskich. W latach 2004–2010 był trenerem reprezentacji Kanady w skokach narciarskich. Pracował też jako delegat techniczny na zawodach organizowanych przez PZN oraz sędzia międzynarodowy FIS w skokach narciarskich. Po 2010 zajął się prowadzeniem żeńskiej reprezentacji Kanady.

## Życie prywatne
Ojciec Dominika Bafii (ur. 1988), reprezentanta Kanady w skokach narciarskich.